# Фальфушинська Галина Іванівна
Гали́на Іва́нівна Фальфуши́нська (нар. 26 липня 1979, м. Тернопіль, Україна) — українська біологиня, докторка біологічних наук (2013), доцентка (2017). Заслужена діячка науки і техніки України (2021).

## Життєпис
Галина Фальфушинська народилася 26 липня 1979 року в місті Тернополі.
Закінчила природничий факультет (2001), магістратуру (2003) Тернопільського національного педагогічного університету Володимира Гнатюка. Працювала учителькою Башарівської загальноосвітньої школи Радивилівського району Рівненської області (2004—2005); молодшою, старшою, провідною (2008) науковою співробітницею спільної Україно-Корейської науково–дослідної роботи № М/256-2008; Тернопільський національний педагогічний університет імені Володимира Гнатюка (2005—2011); асистенткою катедри фармацевтичної хімії (2011—2013), завідувачкою катедри загальної хімії (2013—2017) Тернопільського державного медичного університету ім. І. Я. Горбачевського; старшою науковою співробітницею (2012—2015, 2016), доценткою катедри загальної хімії (2017), завідувачкою катедри здоров'я людини, фізичної реабілітації та безпеки життєдіяльності (2017—2018), від 2018 — проректорка з наукової роботи та міжнародного співробітництва та професорка катедри фізичної реабілітації та культури безпеки ТНПУ.
Членкиня редколегії журналу «International Journal of Medicine and Medical Research» (Україна) та «Limnological Review» (Польща).

## Доробок
Авторка більше 200 публікацій. Співавторка посібника «Хімія елементів» для студентів вищих закладів освіти (з грифом МОН України), «Основи хімії», дев'яти патентів України на корисну модель та 2-х монографій.

## Відзнаки
- стипендія програми Александра Гумбольдта (2017—2018, 2019), Fulbright Scholar (2015—2016);
- премія Президії НАН України для молодих учених і студентів вищих навчальних закладів за кращі наукові роботи в галузі природничих, технічних і соціогуманітарних наук (2014);
- премія Президента України для молодих вчених на 2012 р.;
- особисті гранти Всеукраїнського БіоМедичного товариства 2006, 2007, 2008, 2009, 2010, 2011, 2012;
- диплом за кращу усну доповідь в конкурсі молодих вчених «Актуальні проблеми біохімії та біотехнології — 2010» (2010);
- диплом за кращу усну доповідь в конкурсі молодих вчених в рамках 7-ї Міжнародної Парнасівської конференції з біохімії та молекулярної біології (2009).